# Estêvão Miguéis
Estêvão Miguéis, O.F.M. (? - Cuenca, 1326) foi bispo do Porto (1310-1313) e bispo de Lisboa (1313-1322).

## Biografia
Era frade menor; tendo ido a Avinhão, para onde se deslocara a sede do Papado, a fim de tratar de vários negócios do rei D. Dinis I de Portugal junto da Santa Sé, encontrou-se com o Papa Clemente V, que o fez sucessivamente bispo do Porto (1310), administrador dos bens dos Templários nos Reinos de Portugal e Algarve (1312) e, por fim, bispo de Lisboa (por bula de 8 de Outubro de 1312).
Depois disso, D. Frei Estêvão Miguéis teve certas dissensões com o monarca e com o cabido da Sé de Lisboa, o que o levou a regressar a Avinhão; em 1322, vagando o bispado de Cuenca, em Castela, foi nele investido pelo Papa João XXII. Aí viria a falecer, no ano de 1326, tendo sido, a seu pedido, sepultado no Mosteiro de Santa Cruz de Coimbra, para o qual houvera conseguido diversas benesses papais.